# Reinier van Lanschot
Reinier van Lanschot (ur. 7 września 1989 w Saint-Germain-en-Laye) – holenderski polityk, poseł do Parlamentu Europejskiego X kadencji.

## Życiorys
Pochodzi ze znanej holenderskiej rodziny bankierów. Z wykształcenia prawnik, studiował na Uniwersytecie w Utrechcie i na Uniwersytecie Amsterdamskim. Pracował w przedsiębiorstwie Ahold Delhaize. W 2018 znalazł się wśród założycieli i został liderem Volt Nederland, holenderskiego oddziału ruchu politycznego Volt Europa. Ustąpił z funkcji przewodniczącego formacji, gdy otrzymał pierwsze miejsce na jej liście w wyborach europejskich w 2019; jego ugrupowanie nie uzyskało wówczas reprezentacji w PE. W tym samym roku został współprzewodniczącym Volt Europa, pełnił tę funkcję do 2023. W 2024 ponownie otwierał listę holenderskiego oddziału w wyborach europejskich, uzyskując w wyniku głosowania mandat eurodeputowanego X kadencji.